# Michael Nötzel

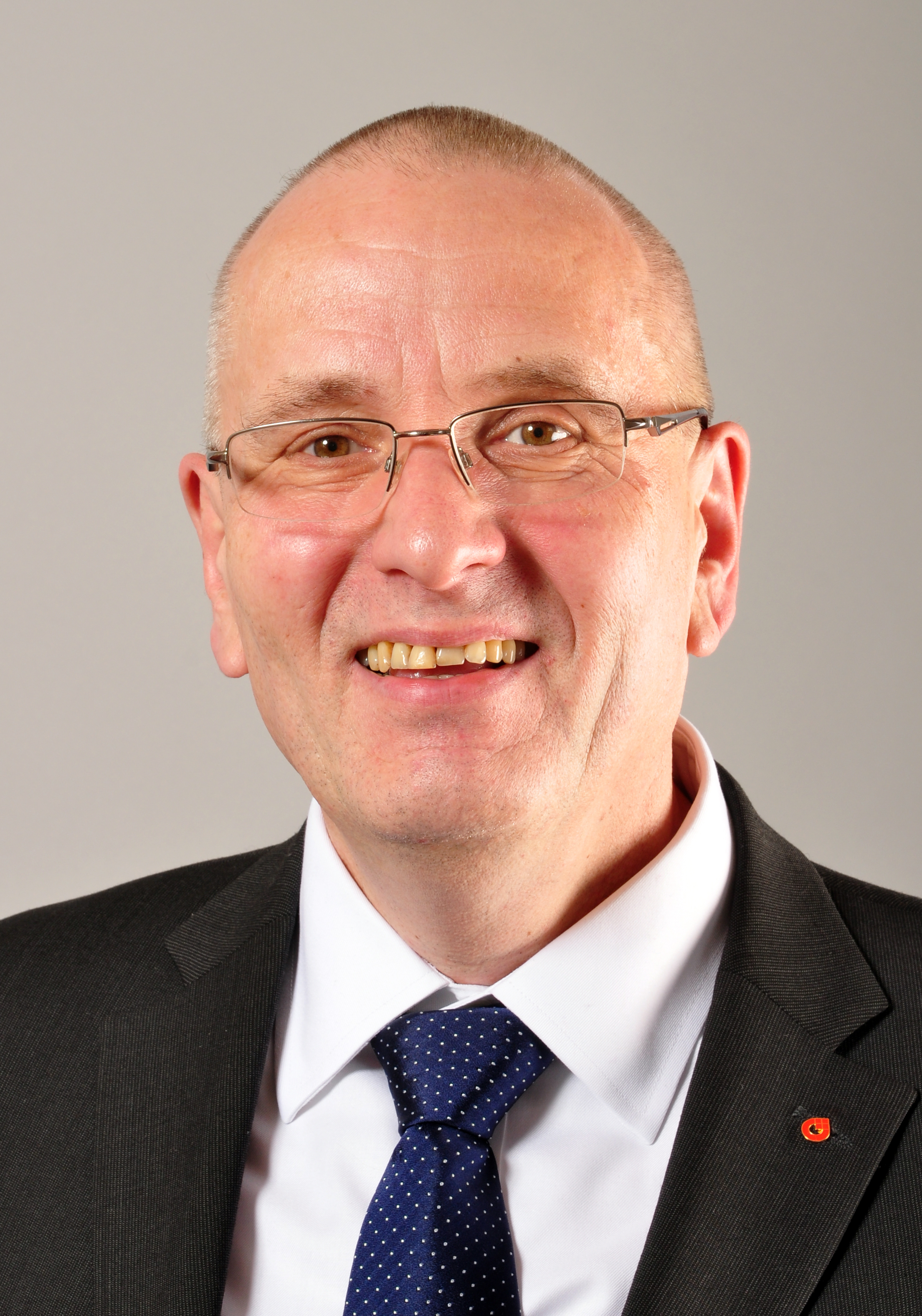
Michael Nötzel im Dezember 2013

Michael Nötzel (* 26. August 1957 in Neubrandenburg) ist ein deutscher Beamter und ehemaliger Politiker (parteilos, zuvor CSPD, DSU und CDU). Zwischen November 1994 und Oktober 1998 gehörte er als Abgeordneter dem Landtag Mecklenburg-Vorpommerns an. 

## Leben

### Herkunft, Ausbildung und Privatleben
Er besuchte bis 1974 die Polytechnische Oberschule in seiner Heimatstadt und absolvierte anschließend eine Ausbildung zum Funkmechaniker. Nötzel ist verheiratet und Vater dreier Kinder. Er ist römisch-katholischen Glaubens und engagiert sich seit 1979 in der Kolpingsfamilie der Kirchengemeinde St. Josef – St. Lukas. Laut eigener Aussage wurde er stark von der christlichen Soziallehre geprägt.
Als Mitglied der Initiativgruppe Augenzeuge 89 tritt er seit 2010 vorrangig an Schulen als Zeitzeuge auf, um die Ereignisse rund um die Wende und die friedliche Revolution in der DDR im gesellschaftlichen Bewusstsein zu bewahren.

### Berufliche Laufbahn
Ab 1977 war er als Funkmechaniker, Werkstattleiter und Wartungsmechaniker im Energiekombinat Neubrandenburg tätig, ehe ihn im Herbst 1990 Rainer Prachtl abwarb. Dieser suchte nach der Wiedervereinigung Mitarbeiter für den Aufbau der neuen Länderstruktur. Nötzel wechselte daraufhin in die Verwaltung des damals noch bestehenden Rates des Bezirkes und organisierte dessen Abwicklung. Er half bei der Transformation der zentralen Verwaltungsstrukturen hin zur kommunalen Selbstverwaltung. Als Beamter arbeitete er ab 1991 im Landesjugendamt Mecklenburg-Vorpommern, wurde dort allerdings im Oktober 1994 für seine politische Tätigkeit beurlaubt.
Jeweils bis zum 30. Januar 2008 gehörte Nötzel den Aufsichtsräten der Stadtwirtschaft Neubrandenburg GmbH sowie der Stadtentwicklungsgesellschaft Neubrandenburg mbH an. Hauptberuflich arbeitete er nach seiner Zeit als Landtagsabgeordneter ab 1998 zunächst als selbständiger Unternehmer in Neubrandenburg: Bis Oktober 2008 vertrieb er mit der Media-N GmbH Internetanschlüsse über das Kabelfernsehnetz und – zeitweise parallel – bis März 2016 wirkte er mit der Michael Nötzel Media Consult als Wirtschafts- und Politikberater. Zwischen November 2010 und April 2016 war er Vertreter des Bundesverbandes mittelständische Wirtschaft im Landkreis Mecklenburgische Seenplatte und anschließend bis März 2017 Koordinator für Wirtschaftsförderung der Stadt Neubrandenburg. Seit April 2017 arbeitet er für die KEG Kommunale Entwicklungsgesellschaft mbH in seiner Heimatstadt.

### Politische Karriere
Im Zuge der Wende gründeten sich in der DDR zahlreiche – teils kurzlebige – Oppositionsbewegungen und -parteien. Nötzel stand allen zuvor in der DDR gegründeten Vereinigungen kritisch gegenüber und zweifelte daher beispielsweise auch daran, dass in der Blockpartei CDU tiefgreifende Veränderungen möglich seien. Daher gehörte er im Dezember 1989 zu den Mitbegründern der Christlich-sozialen Partei Deutschlands (CSPD), der unter anderem auch Hans-Wilhelm Ebeling und Peter-Michael Diestel angehörten. Zusammen mit elf anderen Oppositionsbewegungen schloss sich die CSPD am 20. Januar 1990 zur Deutschen Sozialen Union (DSU) zusammen. Nötzel wurde DSU-Vorsitzender im Landkreis Neubrandenburg, bei der ersten freien Wahl am 6. Mai 1990 dann Mitglied der Ratsversammlung Neubrandenburg und dort Vorsitzender der DSU-Fraktion. Wenig später wechselte er zur CDU und war auch deren Fraktionsvorsitzender. Im Zuge der Kommunalwahlen am 12. Juni 1994 wurde er in die Neubrandenburger Stadtvertretung gewählt und war dort bis  1996 Fraktionsvorsitzender. Darüber hinaus war er langjähriger CDU-Kreisvorsitzender.
Bei der Landtagswahl in Mecklenburg-Vorpommern am 16. Oktober 1994 gewann Nötzel mit 33,3 Prozent der Stimmen das Direktmandat im Landtagswahlkreis Neubrandenburg II. Er gehörte dem Landtag für die Dauer einer Legislaturperiode vom 15. November 1994 bis zum 26. Oktober 1998 an. Sein Arbeitsschwerpunkt während dieser Zeit war die Finanzpolitik und er stand zwei Jahre lang dem Finanzausschuss des Landtages vor.
Im Streit um die seiner Meinung nach unlauteren Internetgeschäfte der Neubrandenburger Stadtwerke überwarf sich Nötzel schließlich mit seiner Partei sowie mit Oberbürgermeister Paul Krüger und trat als Konsequenz Anfang 2008 aus der CDU aus. Wenige Monate später kandidierte er bei der Oberbürgermeisterwahl als parteiloser Einzelbewerber. Er konnte am 15. Mai 2008 im ersten Wahlgang 10,7 Prozent der Stimmen auf sich vereinen und belegte unter den acht Kandidaten den vierten Platz. Nach dem altersbedingten Rücktritt Krügers unternahm Nötzel am 1. März 2015 einen weiteren Versuch, Oberbürgermeister zu werden. Diesmal erreichte er im ersten Wahlgang 8,86 Prozent der Stimmen, womit er den vierten Platz unter den sechs Kandidaten belegte.